# 黃石湖
黃石湖（英語：Yellowstone Lake）是美國黃石國家公園內面積最大的淡水湖，位於海拔高度7,732英尺（2,357）處，面積136平方英里（350平方），湖岸線長度 110英里（180）。黃石湖平均水深139英尺（42米），最深處水深390英尺（120米）。黃石湖是北美海拔高度7,000英尺（2,100米）以上地區面積最大的湖泊。冬季黃石湖大部分地區結冰，且冰期自12月初持續至5月底或6月初。

## 外部連結

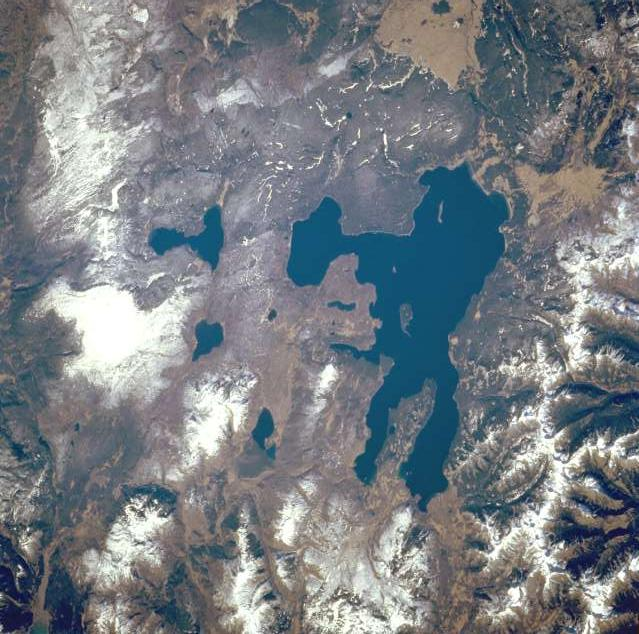
黃石湖

- USGS answers questions about the 'bulge' under Yellowstone Lake. （页面存档备份，存于）
- Bathymetry and Geology of the Floor of Yellowstone Lake, Yellowstone National Park, Wyoming, Idaho, and Montana United States Geological Survey

44°28′N 110°22′W / 44.47°N 110.37°W